# Gare d'Hiroshima
La gare d'Hiroshima (広島駅, Hiroshima-eki) est une gare ferroviaire de la ville d'Hiroshima au Japon. Elle est exploitée par la compagnie JR West.

## Situation ferroviaire
La gare d'Hiroshima est située au point kilométrique (PK) 305,8 de la ligne Shinkansen Sanyō, au PK 304,7 de la ligne principale Sanyō et au PK 159,1 de la ligne Geibi.

## Histoire

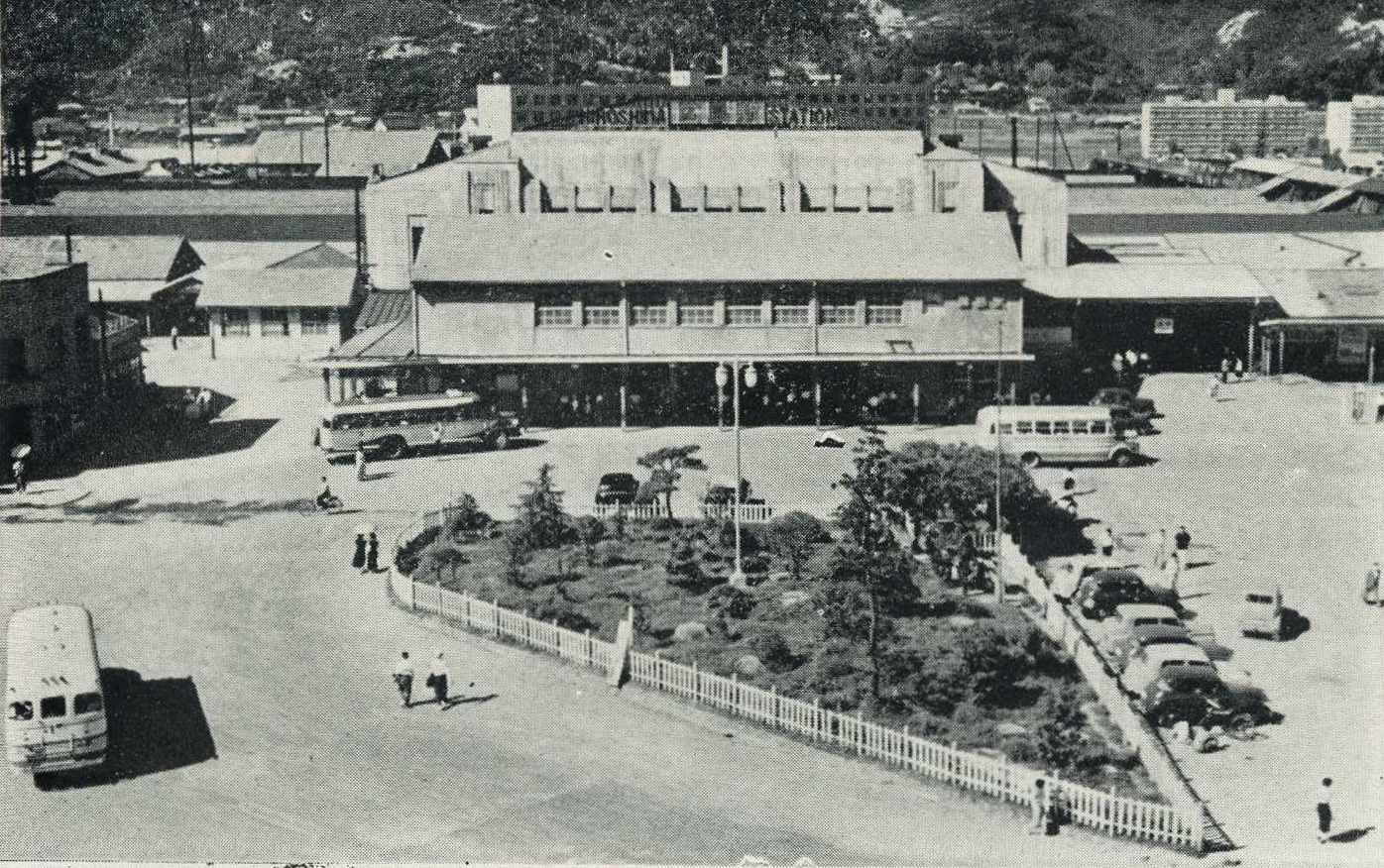
la gare en 1955.

La gare a été inaugurée le 10 juin 1894. Elle a été sévèrement endommagée par le bombardement atomique du 6 août 1945. Le Shinkansen y arrive le 10 mars 1975.
Depuis 2014, de gros travaux d’amélioration de la gare sont effectués. Le bâtiment principal est entièrement reconstruit et le terminus des tramways est déplacé au premier étage de la gare, permettant une correspondance plus facile. L'ensemble doit ouvrir le 24 mars 2025.

## Service des voyageurs

### Accueil
La gare dispose d'un bâtiment voyageurs ouvert tous les jours, avec des guichets et des automates pour l'achat de titres de transport.

### Desserte
- Ligne principale Sanyō :

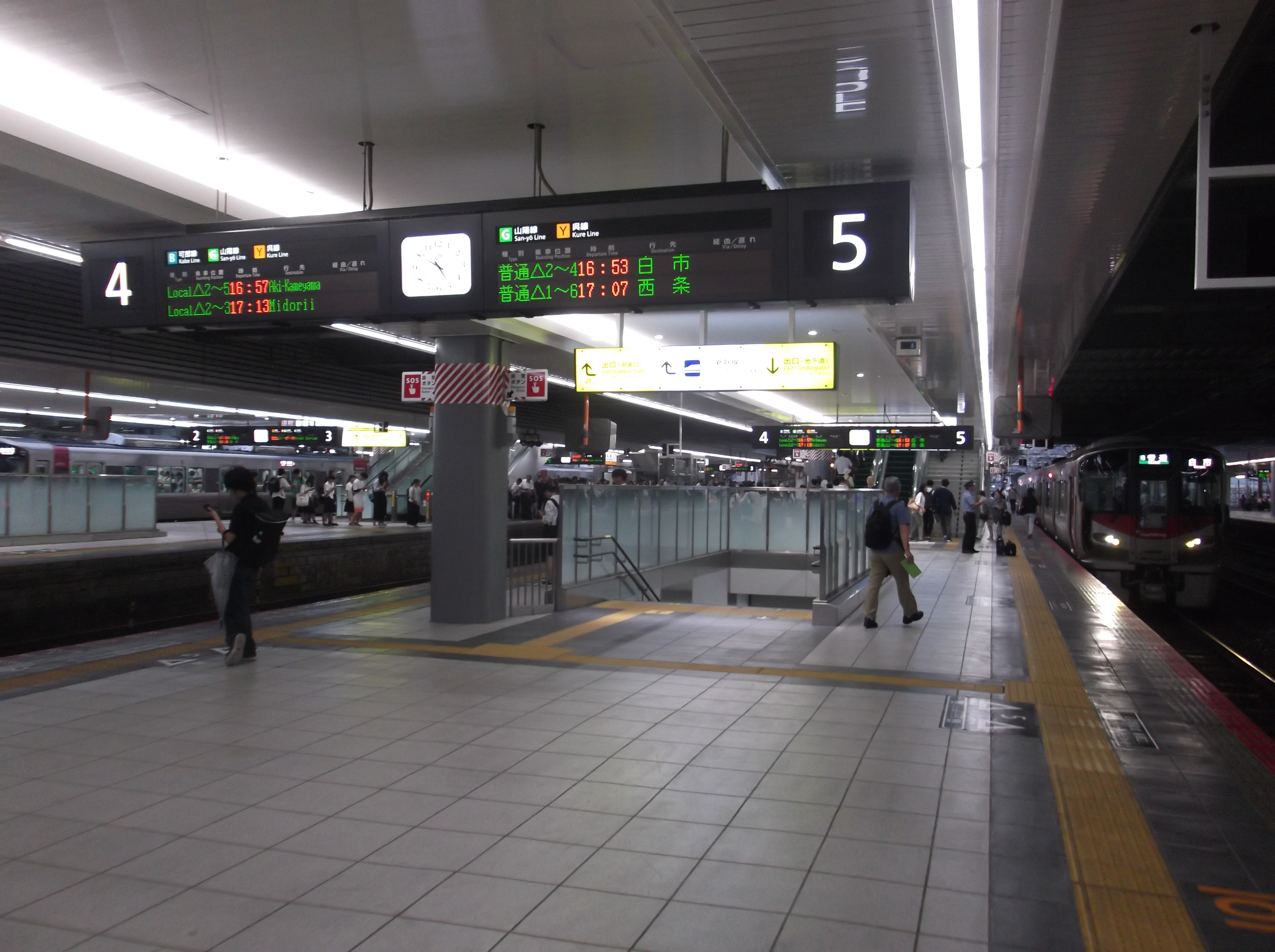
Vue des quais

  - voies 1 à 3 : direction Miyajimaguchi, Iwakuni et Tokuyama
  - voies 4, 5, 7 à 9 : direction Saijō, Mihara et Fukuyama
- Ligne Kabe :
  - voies 2 à 5 : direction Yokogawa, Ōmachi et Aki-Kameyama
- Ligne Kure :
  - voies 2 à 5, 7 à 9 : direction Kure et  Hiro
- Ligne Geibi :
  - voies 7 à 9 : direction Shiwaguchi et Miyoshi
- Ligne Shinkansen Sanyō :
  - voies 11 et 12 : direction Hakata
  - voies 13 et 14 : direction Shin-Osaka

### Intermodalité
L'arrêt du tramway d'Hiroshima (lignes 1, 2, 5 et 6) est situé en face de la gare.